# Ляхов, Владимир Афанасьевич
Влади́мир Афана́сьевич Ля́хов (20 июля 1941, Антрацит, Ворошиловградская область, УССР, СССР — 19 апреля 2018, Астрахань, Россия) — советский космонавт, дважды Герой Советского Союза, полковник (1979).

## Биография
Владимир Ляхов родился 20 июля 1941 года в городе Антрацит Ворошиловградской (ныне — Луганской) области Украинской ССР (ныне — Украина) в семье рабочего. Отец погиб на фронтах Великой Отечественной войны. Воспитывался матерью и отчимом.
После окончания средней школы № 6 учился в школе первоначального обучения лётчиков, а затем поступил в Харьковское высшее авиационное училище лётчиков. Член КПСС с 1963 года. В 1964 году окончил училище и служил в авиационных частях Военно-воздушных сил СССР. В 1967 году зачислен в отряд советских космонавтов (1967 Группа ВВС № 4). Прошёл полный курс общекосмической подготовки и подготовки к полётам на космических кораблях типа «Союз» и орбитальных станциях типа «Салют» (ДОС). Одновременно с подготовкой к космическим полётам, учился в Военно-воздушной академии имени Ю. А. Гагарина, которую окончил в 1975 году. Затем окончил школу лётчиков-испытателей. Входил в состав дублирующего экипажа космического корабля «Союз-29» при старте 15 июня 1978 года. Общий налёт на самолётах различного типа составляет более 4500 часов. Присвоено квалификация «космонавт 2 класса».
В. А. Ляхов имел 3-й разряд по футболу. В 1980 году ему было присвоено звание «Заслуженный мастер спорта СССР». В свободное от службы и работы время увлекался рыбалкой и охотой.
В 1989-90 годах Владимир Афанасьевич Ляхов избирался депутатом городского Совета народных депутатов города Щёлково Московской области. В 2000-х годах был помощником депутата Государственной Думы Федерального собрания РФ по Щелковскому и Ногинскому районам Московской области В. Я. Пекарева. В. А. Ляхов был членом Совета Директоров Российского отделения Ассоциации исследователей космоса. Также он являлся Президентом Общества дружбы «Россия-Шри Ланка» и Почётным президентом Луганского землячества в Москве/Некоммерческого партнёрства "Московская Ассоциация «Лугань» — ныне это Региональная общественная организация «Луганское землячество»/.
Скоропостижно скончался 19 апреля 2018 года в Астрахани на 77-м году жизни. Похоронен на кладбище деревня Леониха Московской области.

## Семья
Владимир Афанасьевич Ляхов был женат на Ляховой Зинаиде Елисановне 1945 г.р.. Сын — Ляхов Юрий Владимирович (18.06.1964 — 03.06.2006) служил лётчиком Гражданской авиации РФ.
Дочь — Ляхова Ольга Владимировна (26.01.1970 — 09.07.2010).

## Особенности
В 1985 году в ЦПК была образована группа космонавтов-спасателей, в которую входили три опытных командира: В. Ляхов, Ю. Малышев и А. Березовой. Вместо выбывшего из отряда в июле 1988 года Ю. Малышева в группу спасателей в 1989 году был включён В. Титов. В том же 1989 году А. Березовой и В. Титов приступили к подготовке в качестве спасателей по программе «Буран». В случае необходимости кто-то из них двоих должен был эвакуировать на «Союзе-спасателе» экипаж аварийного «Бурана».
Космонавт В. Ляхов продолжил подготовку в качестве спасателя экипажа станции «Мир». Однако лётные испытания многоразового корабля затягивались. Первый полёт «Бурана» состоялся только 15 ноября 1988 года. Следующий полёт (вновь беспилотный), который должен был выполнить второй корабль, планировался лишь на 1991 год. При таком замедленном темпе работ «Буран» в пилотируемом режиме в лучшем случае мог стартовать где-то в середине 1990-х годов. Поэтому уже в 1990 году А. Березовой и В. Титов были возвращены на подготовку по спасательным операциям на орбитальной станции. В 1991 году в группу спасателей был включён В. Афанасьев, но выбыл из неё в 1992 году. В том же году группу покинули А. Березовой и В. Титов. В 1992—1994 годах по программе космонавта-спасателя, кроме В. Ляхова, подготовку проходили А. Волков и В. Корзун. В конце 1994 году группа была расформирована.

## Полёты в космос

### Первый полёт в космос
25 февраля 1979 года в первый раз отправился в космос вместе с Валерием Викторовичем Рюминым в качестве командира космического корабля «Союз-32». В течение 174 суток работал на борту орбитальной станции «Салют-6». 15 августа 1979 года вместе с В. В. Рюминым совершил внеплановый выход в открытый космос, где провёл отделение зацепившийся за элементы конструкции станции антенны космического радиотелескопа КРТ-10. Продолжительность пребывания в условиях открытого космоса составила 1 час 23 минуты. 19 августа 1979 года возвратился на Землю на борту космического корабля «Союз-34». Продолжительность пребывания в космосе составила 175 дней 35 минут 37 секунд (самый продолжительный на тот момент космический полёт).

### Второй полёт в космос

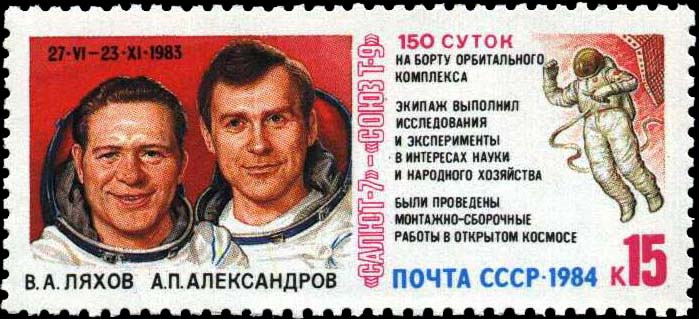
Марка СССР, посвящённая полёту космонавтов В. А. Ляхова, и А. П. Александрова на транспортном корабле «Союз Т-8», 1984

В дальнейшем проходил подготовку к космическим полётам по программе сотрудничества с социалистическими странами «Интеркосмос». Вместе с монгольским космонавтом Г.Майдаржавын входил в состав дублирующего экипажа космического корабля «Союз-39» при старте 22 марта 1981 года. В дальнейшем готовился по программе работ на борту орбитальной станции «Салют-7». Входил в состав дублирующего экипажа космического корабля «Союз Т-8» во время старта 20 апреля 1983 года.

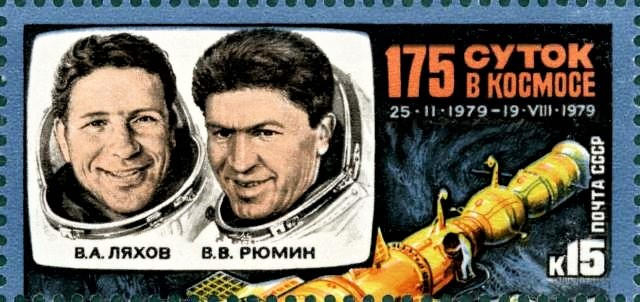
Почтовая марка СССР. 1979. Исследования на орбитальном космическом комплексе «Союз-32» - «Салют-6» - «Союз-34». Космонавты В. А. Ляхов и В. В. Рюмин.

Второй полёт в космос совершил с 27 июня по 23 ноября 1983 года вместе с Александром Павловичем Александровым в качестве командира космического корабля «Союз Т-9». Работал на борту орбитальной станции «Салют-7». Совершил два выхода в открытый космос для установки дополнительных солнечных батарей. По словам Ляхова, это было первое спасение станции «Салют-7» (второе осуществили Джанибеков и Савиных), «которая фактически была без энергии». Продолжительность пребывания в космосе составила 149 дней 10 часов 46 минут.
В дальнейшем вновь проходил подготовку к космическим полётам по международным программам. Входил в состав дублирующего советско-болгарского космического экипажа корабля «Союз ТМ-5» (совместно с Александром Александровичем Серебровым и болгарином К.Стоянов при старте 7 июня 1988 года).

### Третий полёт в космос
29 августа 1988 года в третий раз стартовал в космос в качестве командира космического корабля «Союз ТМ-6» совместно с Валерием Владимировичем Поляковым и афганцем Абдул Ахадом Момандом). В течение 7 дней работал на борту орбитальной станции «Мир». Возвратился на Землю на борту космического корабля «Союз ТМ-5» вместе с афганским космонавтом. После отделения возвращаемого аппарата, возникли проблемы в двигательной установке, что вынудило космонавтов в течение суток совершать автономный полёт. При этом АСУ осталась в отделившемся ранее бытовом отсеке корабля. По словам самого Ляхова, 
«вернулись только с третьей попытки, на вторые сутки. Произошёл отказ ИКВ (Инфракрасного построителя вертикали) при выполнении ориентации на торможение. В заданное время двигатель не включился, потому что произошёл разрыв цепочки. На следующем витке выполнили ориентацию, включили двигатель, двигатель включился вовремя, отработал всего шесть секунд и выключился. И пошла программа разделения спускаемого аппарата от приборно-агрегатного отсека, мы бы остались на орбите. Но и с этим справились и через сутки вернулись на Землю. На третьей попытке мы не попадали на свой полигон в Казахстане, поэтому должны были летать сутки. И вот мы, без воды, без еды, без туалета, 29 часов в скафандрах, в спускаемом аппарате, в позе зародыша.»
 Посадка была совершена только 7 сентября 1988 года. Продолжительность пребывания космонавтов в космосе составила 8 дней 20 часов 27 минут.
За три рейса в космос налетал 333 дня 7 часов 17 минут 37 секунд. Продолжал оставаться в отряде космонавтов до 1995 года, работал в Центре подготовки космонавтов имени Ю. А. Гагарина.
С 2001 года являлся Президентом (затем Почётным президентом) Луганского землячества Москвы (юридическое название "Московская Ассоциация «Лугань»).
В 2013 году снялся в рекламе вклада Анталбанка.

## Воинские звания
- Лейтенант (26.10.1964).
- Старший лейтенант (23.12.1966).
- Капитан (7.02.1969).
- Майор (5.11.1971).
- Подполковник (11.07.1974).
- Полковник (25.08.1979).

## Награды и почётные звания
Награды СССР и Российской Федерации:
- Дважды Герой Советского Союза (19 августа 1979 и 23 ноября 1983):
  - Указ Президиума Верховного Совета СССР от 19 августа 1979 года, орден Ленина и медаль «Золотая Звезда» — за успешное осуществление длительного космического полёта на орбитальном научно-исследовательском комплексе «Салют-6» — «Союз» и проявленные при этом мужество и героизм[6]
  - Указ Президиума Верховного Совета СССР от 23 ноября 1983 года, орден Ленина и медаль «Золотая Звезда» — за успешное осуществление длительного космического полёта на орбитальном научно-исследовательском комплексе «Салют-7» — «Союз» и проявленные при этом мужество и героизм[7]
- орден Октябрьской Революции (7 сентября 1988 года) — за успешное осуществление космического полёта на орбитальном научно-исследовательском комплексе «Мир» и проявленные при этом мужество и героизм[8]
- медаль «За заслуги в освоении космоса» (12 апреля 2011 года) — за большие заслуги в области исследования, освоения и использования космического пространства, многолетнюю добросовестную работу, активную общественную деятельность[9];
- медаль Алексея Леонова (Кемеровская область, 2015) — за три совершённых выхода в открытый космос[10];
- 11 юбилейных медалей.

Иностранные награды:
- Звание «Герой Демократической Республики Афганистан» с вручением медали «Золотая звезда» и ордена «Солнце Свободы» (Афганистан, 1988).
- орден «Народная Республика Болгария» I степени (НРБ, 1988);
- орден Сухэ-Батора (МНР);
- орден «За заслуги» III степени (Украина, 23 июля 2001 года) — за значительный личный вклад в развитие космонавтики, укрепление дружеских взаимосвязей между Украиной и Российской Федерацией[11].

Прочие награды и звания:
- Лётчик-космонавт СССР (19 августа 1979 года) — за осуществление космического полёта на орбитальном научно-исследовательском комплексе «Салют-6» — «Союз»[12]
- Золотая медаль имени К. Э. Циолковского АН СССР (1981);
- Заслуженный мастер спорта СССР (1980);
- Государственная премия УССР в области науки и техники (1984)[13];
- Почётное звание «Почётный гражданин Луганщины» (2008 год)[14]
- Почётная грамота Правительства Москвы (17 октября 2011 года) — за большой вклад в развитие сотрудничества города Москвы и Луганской области, активное участие в патриотическом воспитании молодёжи[15]
- Благодарность Мэра Москвы (30 августа 2016 года) — за большой вклад в укрепление межнационального мира и согласия в обществе и активное участие в военно-патриотическом воспитании молодёжи[16]

## В филателии
- Марка Почты СССР, 1984 г
- Марка Почты Луганской Народной Республики, 2018 г[17].